# Dendromus kahuziensis
Dendromus kahuziensis (Dieterlen, 1969) è un roditore della famiglia dei Nesomiidi endemico della Repubblica Democratica del Congo.

## Descrizione

### Dimensioni
Roditore di piccole dimensioni, con la lunghezza della testa e del corpo tra 77 e 82 mm, la lunghezza della coda tra 120 e 132 mm, la lunghezza del piede tra 21e 22 mm, la lunghezza delle orecchie tra 14 e 15 mm e un peso fino a 12 g.

### Aspetto
Le parti dorsali sono bruno-grigiastre scure con la base dei peli nerastra, i fianchi sono più chiari mentre il petto, il mento e la gola sono bianchi con la base dei peli grigio scura. Una larga striscia nerastra si estende dalla fronte fino alla base della coda. I lati del muso sono marroni chiari, sono presenti degli anelli scuri intorno agli occhi che si estendono anteriormente verso il naso. Le orecchie sono cosparse di corti peli neri e rossicci. La coda è lunga una volta e mezzo la testa ed il corpo, è scura sopra e più chiara sotto ed è ricoperta di corte setole scure.

## Biologia

### Comportamento
È una specie arboricola e probabilmente passa gran parte del giorno al suolo come i suoi congeneri.

### Alimentazione
Si nutre di semi e frutta.

## Distribuzione e habitat
Questa specie è conosciuta soltanto sul versante sud-occidentale del Monte Kahuzi, ad est del lago Kivu, nella Repubblica Democratica del Congo centro-orientale.
Vive nelle dense foreste montane e di bambù tra i 1.900 e i 2.100 metri di altitudine. È l'unica specie montana del genere Dendromus.

## Conservazione
La IUCN Red List, considerato la sua rarità confermata da falliti tentativi recenti di catturarla e dalla minaccia di incendi e disboscamento del suo areale, ristretto a due località distanti circa 100 m tra loro, classifica D.kahuziensis come specie in grave pericolo (CR).